# Castellabate
Castellabate is een gemeente gelegen aan de kust van Cilentana in de Italiaanse provincie Salerno (regio Campanië) in het zuiden van Italië en telt 8.213 inwoners (31-12-2004). De oppervlakte bedraagt 36,5 km², de bevolkingsdichtheid is 225 inwoners per km².
De volgende frazioni maken deel uit van de gemeente: Santa Maria, San Marco, Ogliastro Marina, Licosa, Alano

## Bezienswaardigheden
- Borgo medievale di Castellabate
- Torri costiere
- Villa Matarazzo
- Palazzo Belmonte
- Palazzo Granito
- Palazzo De Angelis
- Torretta
- Villaggio di San Giovanni
- Porto delle Gatte
- Basilica pontificia di Santa Maria de Gulia, kerk
- Santuario di Santa Maria a Mare, kerk
- Chiesa di San Marco Evangelista
- Chiesa di Santa Maria delle Grazie
- Chiesa di Sant'Antonio da Padova
- Chiesa di Santa Rosa da Lima
- Chiesa dell'Annunziata
- Rudere della chiesa di San Giovanni
- diverse kapellen

## Musea
- Museo del mare in villa Matarazzo
- Museo d'arte sacra

## Demografie
Castellabate telt ongeveer 2823 huishoudens. Het aantal inwoners steeg in de periode 1991-2001 met 4,9% volgens cijfers uit de tienjaarlijkse volkstellingen van ISTAT.
| Jaar | Inwoneraantal |
| ---- | ------------- |
| 1991 | 7414          |
| 2001 | 7775          |
| 2004 | 7892          |
| 2010 | 8213          |

## Geografie
Castellabate ligt tussen Agropoli en Baia Arena. Castellabate grenst aan de volgende gemeenten: Agropoli, Laureana Cilento, Montecorice, Perdifumo. Het ligt in het Nationaal Park Cilento e Vallo di Diano.

## Verkeer en vervoer
Castellabate is bereikbaar vanaf Napels naar Salerno via de A3 en de SP 175 en vanaf Battipaglia de SS 287. De dichtstbijzijnde luchthaven is de luchthaven Salerno Costa d'Amalfi in Salerno.